# Limenitis goliath
Limenitis goliath är en fjärilsart som beskrevs av Hans Fruhstorfer 1908. Limenitis goliath ingår i släktet Limenitis och familjen praktfjärilar. Inga underarter finns listade i Catalogue of Life.